# Cate Campbell
Cate Natalie Campbell (Blantire, 20 de maio de 1992) é um nadadora australiana, bicampeã olímpica nos Jogos de Londres 2012 e Rio 2016.

## Carreira
Campbell conquistou uma medalha de ouro nos Jogos Olímpicos de 2012 competindo no revezamento 4x100 metros livre, com suas compatriotas Alicia Coutts, Brittany Elmslie e Melanie Schlanger. A equipe australiana bateu o recorde olímpico na prova, com o tempo de 3 minutos, 33 segundo e 15 centésimos.
Obteve três medalhas em Tóquio 2020, das quais duas de ouro (4×100 m livre e 4×100 m medley) e uma de bronze (100 m livre).